# ياسين أحجام
ياسين أحجام (مواليد 18 ديسمبر 1978) هو ممثل مغربي، خريج المعهد العالي للفن المسرحي والتنشيط الثقافي سنة 1998، شارك في عدة أفلام ومسلسلات مغربية وعربية.

## أعماله

### أفلام
- 2003: الدويبة
- 2004: عائدون
- 2005: الفرح الصغير
- 2006: النور في قلبي
- 2007: شمس القنديل
- 2008: ياكور
- 2009: ثعلب أصيلة
- 2014: خيوط العنكبوت
- 2015: كل ما يريده الرجال
- 2017: الطعم
- 2017: رضات الوالدين
- 2019: التكريم

### مسلسلات
- 2002: الكمين
- 2004: موعد مع المجهول
- 2004: ماريا نصار
- 2005: رمانة وبرطال
- 2006: الأبرياء
- 2007: الأخطبوط
- 2006: البعد الآخر
- 2010: حديدان
- 2011: زينة الحياة
- 2011: كريمة
- 2011: إلى الأبد
- 2012: بنات لالة منانة
- 2012: دارت ليام
- 2015: تورا بورا
- 2018: عز المدينة
- 2019: عيون غائمة
- 2020: شهادة ميلاد
- 2020: سلمات أبو البنات
- 2024: دار النسا

## روابط خارجية
- ياسين أحجام على موقع IMDb (الإنجليزية)
- ياسين أحجام على موقع قاعدة بيانات الأفلام العربية

- ياسين أحجام على موقع IMDB
- ياسين أحجام على موقع allocine